# Skwierczyńscy herbu Ślepowron
Skwierczyńscy (i oboczności: Skwirczyńscy, Śkwirczyńscy) herbu Ślepowron – polski ród szlachecki wywodzący się z Podlasia. Rodzina rycerska przybyła do Paprotni w ziemi drohickiej najprawdopodobniej z terenów Mazowsza w czasach osadnictwa prowadzonego przez księcia mazowieckiego Janusza I Starszego w drugiej połowie XIV wieku lub za czasów przejścia Podlasia w ręce księcia litewskiego Witolda w 1405 roku, który kontynuował osadnictwo rycerstwa polskiego z terenów Mazowsza, jak i ziemi łęczyckiej i Kujaw na terenie wyludnionego przez najazdy Krzyżaków i Jaćwingów Podlasia.
Dom starodawny: udokumentowane początki rodu sięgają wczesnego XV wieku. Księgi sądowe z tegoż wieku podają wiele informacji na temat rodziny. Najstarszy zapis dotyczy Jakusza ze Skwierczyna (obecnie Skwierczyn Ruski i Lacki, a wcześniej Skwierczyn Duży i Mały), który w roku 1429 darował część Skwierczyna Małego na rzecz kościoła w Paprotni - świadczyli m.in. Stanisław i Szczepan bracia ze Skwierczyna. Około połowy XV wieku w dokumentach kancelarii ziemskiej drohickiej pojawiają się następni przedstawiciele należący do tego rodu ze Skwierczyna, tj. Piotr (1452), Stanisław (1454), Wawrzyniec (1456), Mikołaj i Paweł (1458). W 1452 r. Piotr ze Skwierczyna był arbitrem dziedziców z Ugoszczy. Z kolei historyk Władysław Semkowicz podaje informację o niejakim Banachu ze Skwierczyna, który wymieniony został w 1453 r. Następnie w 1465 r. Paweł Skwierczyński świadczył Wojciechowi z Mogilnicy, a w 1469 r. zanotowano dowód ze świadków Pawła Skwierczyńskiego: Raczka Kozy i Andrzeja Nasiłowskiego, który wygrał w sądzie sprawę o główszczyznę za swego bratanka. Ten ostatni wdał się w jakieś zatargi z księdzem Wojciechem, proboszczem z Wyroząb, popierając w 1476 r. pretensje księdza Piotra, plebana z Kożuchowa. Nieporozumienia wywiązały się pewnie po wcześniejszym przyłączeniu wsi Skwierczyn do parafii Wyrozęby na mocy dekretu biskupa łuckiego Marcina. Natomiast w 1481 r. toczyła się sprawa Pawła Skwierczyńskiego przeciwko Piotrowi plebanowi z Wyroząb. Jak podaje Tomasz Jaszczołt w latach 1474–1484 występował również Jan Skwierczyński, którego bratankami byli: Skwierczyński zwany Bujno, Jan, Wojciech i Paweł – bracia ze Skwierczyna. Oprócz nich wiemy także o niejakim Mikołaju Skwierczyńskim (1474). Księga sądowa drohicka z lat 1474-1484 wymienia Mikołaja jako arbitra Błońskiego (1474), Pawła (1474) i Jana, który procesował się z Andrzejem Nasiłowskim (1474), Maciejem Sawickim (1482), zastawił część gruntów w Kobylanach Janowi Smoniewskiemu (1484). Przy okazji Jana wymienieni są również bratankowie: Bujno, Jan, Wojciech, Paweł. Księga sądowa drohicka z lat 1456-1595 zawiera wpisy o: Wawrzyńcu ze Skwierczyna (1456), Pawle ze Skwierczyna, który w 1458 r. zastawił połowę swego dziedzictwa Witowi i Stanisławowi z Orlic, i w tymże roku był świadkiem Wężów. W 1458 r. żona Jakuba z Kobylan pozywała Skwierczyna o zabicie męża i miała stawić świadków, jednak ich nie stawiła, więc przegrała sprawę. W 1485 r. Bartosz ze Skwierczyna przesunął termin Bartoszowi i Klemensowi Wilkowi na wezwanie Mikołaja Kobyleńskiego. W roku 1485 bracia Bujno, Wojciech, Paweł i Jan Skwierczyńscy zastawili włókę w Kobylanach Janowi Smoniewskiemu, zaś Wilk Skwierczyński i Klemens Olędzki płacili niestanie Mikołajowi Kobyleńskiemu. W tym samym roku Jan Skwierczyński zastawił pole Wojciechowi Skorupce.
Księga grodzka drohicka, s.II, nr 1 (1473-1484) również zawiera wiele wpisów o Skwierczyńskich ze Skwierczyna.
Pod koniec XV wieku Skwierczyn Ruski znalazł się w większości w rękach Marcina Wąsowskiego. W 1528 r. Skwierczyńscy ze Skwierczyna wystawili dwóch konnych rycerzy na popis pospolitego ruszenia do Drohiczyna. Zachowały się prawie kompletne spisy mieszkańców ze wsi Skwierczyn Lacki, z czasów popisu wojskowego (1567) i przysięgi na wierność Koronie (1569), w których odnajdujemy szereg przedstawicieli Skwierczyńskich występujących w drugiej połowie XVI w.
Unia lubelska przyłączyła Podlasie do Korony, a szlachta (służąca Litwie, ale o przeważających korzeniach polsko-mazowieckich) składała przysięgę na wierność Koronie. W tym szlachta powiatu drohickiego przysięgała w grodzie drohickim 14 maja 1569 r. Skwierczyn reprezentowali szlachta: Stanisław syn Wojciecha, Jan syn Tomasza, Mikołaj, Jan, Maciej synowie Szczęsnego, oraz 2 o nieznanych imionach. Skwirczyn Lacki reprezentowali szlachta/dziedzice: Malcher syn Mikołaja, Maciej, Mikołaj synowie Wojciecha, Maciej, Bartłomiej synowie Pawła, Florian syn Walentego, Maciej, Paweł, Wojciech synowie Jana, Stanisław syn Andrzeja, Stanisław syn Piotra, Aleksy syn Pawła, Antoni syn Jana, Andrzej, Piotr, Wojciech, Szczęsny syn Stanisława, Stanisław, Antoni synowie Wojciecha.
W późniejszym okresie, Jan Skwierczyński jest wymieniony jako elektor króla Władysława IV. W 1791 r. liczni Skwierczyńscy ze Skwierczyna wzmiankowani jako dziedzice w Skwierczynie Ladzkim (Lackim) dawali ‘ofiarę na wojsko’. ‘Herbarz Polski’ Adama Bonieckiego obejmuje tylko nazwiska zaczynające się na A-M, ale ród Skwierczyńskich wzmiankowany jest przy okazji rodzin: Cielemęcki h. Rogala, Czapski h. Leliwa, Czarnocki h. Lis, Kalicki h. Jastrzębiec, Zawisza-Kamieński h. Przerowa, Kulczycki h. Sas, Ługowski h. Lubicz, Berens h. Berens, Łęczycka h. Niesobia. Natomiast oboczności nazwiska występują przy rodzinach: Lisiecki h. Lis (Skwirczyński) i Koryciński h. Topór (Śkwirczyński).
Stosunkowo późno rozprzestrzenili się Skwierczyńscy poza rodzinne Podlasie, szczególnie na południe. W roku 1699 jest wzmianka o Johannesie Skwierczyńskim, notariuszu kapituły przemyśleńskiej. W 1782 roku przed sejmem w Trembowli legitymowali się ze szlachectwa przed władzami zaboru austriackiego: Antoni, Wincenty i Wojciech Skwirczyńscy. Trudno ustalić kiedy dokładnie pojawili się pierwsi Skwierczyńscy w późniejszym zaborze austriackim, jednak badanie genealogiczne przeprowadzone w 2009 sugeruje ostatniego wspólnego przodka przedstawicieli rodzin Skwirczyńskich i Skwierczyńskich (zamieszkałych nadal w Skwierczynie) na około dwanaście pokoleń wstecz. Większość przedstawicieli rodziny związanych z późniejszym zaborem austriackim, Królestwem Galicji i Lodomerii, pochodzą od Andrzeja de Skuby Skwirczyńskiego i jego syna Franciszka (ur. 1773) żonatego z Józefą Tarszyńską (córką Józefa i Tekli Fredrówny). Franciszek miał ośmioro dzieci, spośród których: syn Teodor był oficerem austriackim i powstańcem styczniowym, Franciszek Ksawery (ur. 1834 w Mielcu i zm. 1883 w Przemyślu) dał początek linii rodziny mieszkającej we Lwowie i okolicach, natomiast Konstanty Jan (1815-1891) zapoczątkował linię w Krakowie. Obie gałęzie rodziny wydały wielu urzędników XIX w. Galicji, w szczególności – gałąź krakowska: Konstanty był urzędnikiem przy sądzie kryminalnym Rzeszowa w 1838, gdzie urzędował również jego brat Kazimierz, który został później dyrektorem w Krakowie i był wielokrotnie używany jako świadek opisujący przebieg rzezi Galicyjskiej Jakuba Szeli z 1846 roku. Synowie Konstantego: Mieczysław (1849-1933) i Kazimierz (1846-1914) byli oboje urzędnikami. Wnukiem Mieczysława był znany polski taternik i alpinista Andrzej Skwirczyński (1943-2009). Syn Franciszka Ksawerego i Stanisławy Miszewskiej (córki sędziego sądu szlacheckiego Emiliana Miszewskiego ur. 1844 w Gruszowie), Emil (ur. 1871 w Tarnowie) był urzędnikiem kolejowym we Lwowie i miał z Maria Albinowską (córką Wincentego i Wiktorii Albinowskich ur. 1876 w Sokalu) dwójkę dzieci. Syn Stanisław (ur. 1898 w Sokalu, zm. w Lublinie) był porucznikiem w legionach, a następnie w Wojsku Polskim. Wnuk Stanisława, Przemysław (ur. 1952 w Lublinie) jest polskim operatorem filmowym.
Obecnie nazwisko Skwierczyński nosi około 800 osób w Polsce i więcej za granicą. Nazwisko Skwirczyński nosi około 30 osób w Polsce i za granicą. Natomiast nazwisko Śkwirczyński najprawdopodobniej wymarło.

## Znani członkowie rodu
- Andrzej Skwirczyński, alpinista
- Grzegorz Skwierczyński, poseł na Sejm RP V kadencji
- Przemysław Skwirczyński, operator filmowy
- Stanisław Skwirczyński, kapitan Wojska Polskiego
- Teodor Skwirczyński, powstaniec
- Zygmunt Skwirczyński, karykaturzysta